# Migrazione forzata
La migrazione forzata o trasferimento forzato è lo spostamento sotto costrizione, generalmente violenta, di una o più persone dal luogo natale o di residenza. In alcuni casi la persona che ha subito il trasferimento forzato diventa un rifugiato, termine che ha una specifica connotazione legale. Una particolare forma di migrazione forzata riguarda intere popolazioni, in seguito a precise politiche di stampo etnico e razziale, come la pulizia etnica. Un'altra forma ancora è la deportazione.
Le migrazioni forzate hanno accompagnato persecuzioni e guerre attraverso la storia dell'umanità, ma sono diventate una seria materia di studio e discussione solo in tempi relativamente recenti. L'aumentata attenzione è il risultato della maggiore facilità di oggi negli spostamenti, consentendo a persone obbligate alla migrazione di muoversi agevolmente verso nazioni lontane dal loro Paese di origine, la creazione di una struttura legale internazionale per i diritti umani e la consapevolezza degli impatti globali dell'instabilità generata da questi fenomeni.